# سیارک ۱۲۴۴۷
سیارک ۱۲۴۴۷ (به انگلیسی: 12447 Yatescup، نامگذاری:1996XA12) دوازده هزار و چهارصد و چهل و هفتمین سیارک کشف شده‌است که در ۴ دسامبر ۱۹۹۶ کشف شد.
قدر مطلق سیارک برابر ۱۹.۵ است.